# Эсперанс (аэропорт)
Эсперанс — аэропорт, расположенный в графстве Эсперанс, Западная Австралия, в 23 километрах к северу от города Эсперанс, недалеко от маленького города Гибсон. Аэропорт находится на высоте 143 метра над уровнем моря.

## Авиапроисшествия и несчастные случаи
- 13 мая 1980 года. При выполнении посадки в аэропорту Эсперанс на малой высоте отказал двигатель самолёта Swearingen Metro II авиакомпании Skywest Airlines. Пилот сумел посадить машину на поле близ аэропорта и провести эвакуацию 11 пассажиров прежде, чем лайнер был уничтожен в результате возникшего пожара[3].